# Torsås (gemeente)
Torsås is een kleine Zweedse gemeente in Småland in de provincie Kalmar län. De gemeente heeft een totale oppervlakte van 608,2 km² en telde 7263 inwoners in 2004. Daarmee is het de kleinste gemeente van Kalmar län.
De omgeving bestaat hoofdzakelijk uit bossen, niet ongebruikelijk in Småland. Door de ligging nabij de Oostzee is het grondgebied van de gemeente ook wat gecultiveerd en zijn er ook enkele vlakten.
De geringe omvang probeert de gemeente uit te buiten door nieuwe bewoners aan te trekken met verwijzingen naar de natuur en de voordelen van het wonen in een kleine gemeente, terwijl de grotere plaatsen Kalmar en Karlskrona niet meer dan 30 minuten rijden verwijderd zijn.

## Plaatsen
| # | Plaats          | Inwoneraantal |
| - | --------------- | ------------- |
| 1 | Torsås (plaats) | 1 829         |
| 2 | Bergkvara       | 974           |
| 3 | Söderåkra       | 963           |
| 4 | Enebacken       | 123           |
| 5 | Gullabo         | 122           |
| 6 | Bidalite        | 93            |
| 7 | Djursvik        | 85            |